# Morinda trimera
Morinda trimera är en måreväxtart som beskrevs av Wilhelm B. Hillebrand. Morinda trimera ingår i släktet Morinda och familjen måreväxter. Inga underarter finns listade i Catalogue of Life.